# إنرجيا
إنرجيا هي شركة روسية تقوم بتصنيع صواريخ باليستية،مركبات فضاء وأجزاء محطة فضاء.الشركة هي المطور والمقاول الرئيسي لبرنامج رحلات الفضاء الروسية المأهولة ؛ كما أنها تمتلك غالبية سي لانش.